# Kaddish (poema)
Kaddish, conosciuto anche come Kaddish for Naomi Ginsberg (1894–1956) è un poema di Allen Ginsberg dedicato alla madre, Naomi, morta il 9 giugno 1956. 

## Contesto
Ginsberg iniziò a scrivere il poema al Beat Hotel di Parigi nel dicembre del 1957, completandolo a New York nel 1959. È il componimento principale della raccolta di poesie Kaddish and Other Poems. Considerata una delle opere più importanti di Ginsberg, per alcuni studiosi Kaddish è la sua migliore poesia in assoluto.
Il Kaddish del titolo fa riferimento alla preghiera o la benedizione del lutto nel giudaismo. Questo lungo poema fu il tentativo di Ginsberg di compiangere sua madre, Naomi, ma riflette anche il suo senso di perdita dovuto all'allontanamento dalla sua religione natìa. Mentre il tradizionale Kaddish ebraico non contiene riferimenti all'aldilà, il poema di Ginsberg è pieno di pensieri e domande sulla morte.

## Adattamenti
Ginsberg scrisse una sceneggiatura basata sul poema. Robert Frank avrebbe dovuto dirigerla, ma non è stato possibile raccogliere fondi per il progetto. Nel 1972 Robert Kalfin riadattò la sceneggiatura per il palcoscenico e la produsse al Chelsea Theatre Center della Brooklyn Academy of Music. L'opera si concentrò sul crollo schizofrenico di Naomi Ginsberg, facendo uso di video innovativi per scene di analessi.
L'adattamento di Kalfin è stato allestito anche nel teatro Habimah in Israele, con la traduzione di Nathan Zach e l'interpretazione di Yoram Khatav nei panni di Allen e Gila Almagor in quelli di Naomi.

## Riferimenti
Il termine Kaddish (קדיש in aramaico "sacro") si riferisce a una preghiera fondamentale nel servizio liturgico ebraico. Il tema centrale è l'ingrandimento e la santificazione del nome di Dio. Nella liturgia, diverse varianti del Kaddish sono usate funzionalmente come separatori tra varie sezioni del servizio. Il termine Kaddish è spesso usato per riferirsi specificamente ai "kaddish funebri", intesi come parte dei rituali di lutto nel giudaismo in tutti i servizi di preghiera così come nei funerali e nei memoriali. L'espressione "dire il Kaddish" rimanda inequivocabilmente ai rituali del lutto.
Un verso del poema, "Non c'è più niente da dire e niente da piangere" ("No more to say and nothing to weep for"), è stato in seguito usato come titolo di un documentario dedicato a Ginsberg nel 1997 andato in onda su Channel 4, poco dopo la morte del poeta.